# Ischnomesus bidens
Ischnomesus bidens är en kräftdjursart som beskrevs av Menzies1962. Ischnomesus bidens ingår i släktet Ischnomesus och familjen Ischnomesidae. Inga underarter finns listade i Catalogue of Life.